# 塞克塞欧福日
塞克塞欧福日（法語：Sexey-aux-Forges，法語發音：[sɛksɛ o fɔʁʒ]）是法国默尔特-摩泽尔省的一个市镇，位于该省西南部，属于图勒区。

## 地理
塞克塞欧福日（48°37'20"N, 6°2'51"E）面积14.08 平方千米，位于法国大東部大區默尔特-摩泽尔省，该省份为法国东北部内陆省份，是洛林的一部分，北邻比利时、卢森堡，北起顺时针与摩泽尔省、下莱茵省、孚日省和默兹省接壤。
与塞克塞欧福日接壤的市镇（或旧市镇、城区）包括：比克莱、沙利尼、贡德勒维尔、迈济耶尔、马龙、奥谢、皮埃尔拉特雷什、蓬圣樊尚、维莱勒塞克、维泰讷。

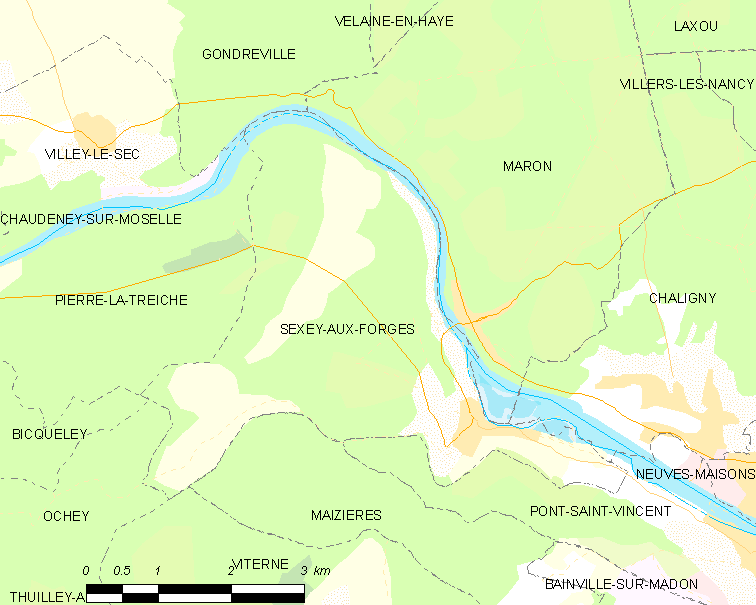
塞克塞欧福日的OSM定位图

塞克塞欧福日的时区为UTC+01:00、UTC+02:00（夏令时）。

## 行政
塞克塞欧福日的邮政编码为54550，INSEE市镇编码为54505。

## 政治
塞克塞欧福日所属的省级选区为讷沃迈松县。

## 人口

1962-2008年间塞克塞欧福日人口变化图示

塞克塞欧福日于2022年1月1日时的人口数量为724人。